# Jean Baptiste Biot
Jean-Baptiste Biot (París, 21 de abril de 1774-París 3 de febrero de 1862) fue un físico, astrónomo y matemático francés. Abordó campos científicos muy variados: en electromagnetismo formuló la Ley de Biot-Savart; estudió la polarización de la luz; estableció el conocimiento científico de los meteoritos; y realizó uno de los primeros vuelos en globo aerostatico. También descubrió las propiedades ópticas del mineral que lleva su nombre, la mica biotita.

## Biografía

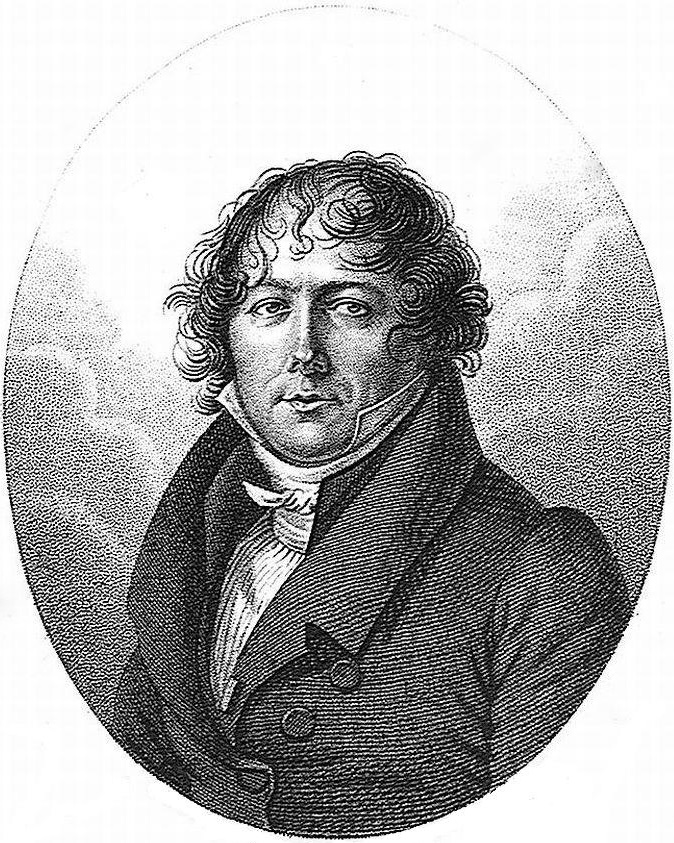
Jean-Baptiste Biot

Jean-Baptiste Biot nació en París el 21 de abril de 1774, hijo de José Biot, funcionario de la tesorería, y de Jeanne Decressy.
Se educó en el Liceo Louis-le-Grand y en la École Polytechnique, donde ingresó en 1794. Biot sirvió en la artillería antes de ser nombrado profesor de matemáticas en Beauvais en 1797. Más tarde pasó a ser profesor de física en el Colegio de Francia alrededor de 1800, y tres años más tarde fue elegido miembro de la Academia de Ciencias.
En 1804 elaboró un globo y ascendió con Gay-Lussac en lo que serían las primeras investigaciones sobre la composición de la atmósfera terrestre y su campo magnético.
Durante más de cincuenta años desarrolló una incesante labor científica, abordando los campos más variados, con hallazgos relevantes en campos tan dispares como la óptica, el electromagnetismo o la mineralogía.
Jean-Baptiste Biot estaba casado con Françoise Gabrielle Brisson (1781-1851). Tuvieron un único hijo, Édouard Constant Biot, un ingeniero y sinólogo, nacido en 1803. Edouard murió en 1850 y fue solo gracias a los extraordinarios esfuerzos de su padre que la segunda mitad del último libro de Édouard, la traducción del libro clásico chino Tcheou-li pudo ser preparada para su publicación. El manuscrito había quedado inacabado, y para publicarlo correctamente, Biot no solo tuvo que consultar a Stanislas Julien, el famoso sinólogo, sino que también, especialmente para la traducción de la parte más difícil, el Kaogongji, como él mismo escribió después, visitó muchos talleres de artesanía interrogando a los operarios acerca de sus métodos y sobre el vocabulario adecuado que debía utilizar, con el fin de verificar el trabajo de su hijo. A día de hoy, el trabajo de Biot sigue siendo la única traducción a una lengua occidental de este libro.
Murió en París el 3 de febrero de 1862. Como homenaje póstumo a Jean-Baptiste Biot se nombraron como 'rue Biot' una calle en el distrito XVII de París y otra cerca de la catedral en Beauvais. Como 'rue Jean-Baptiste Biot' se encuentra una calle en Perpignan.

## Trabajo

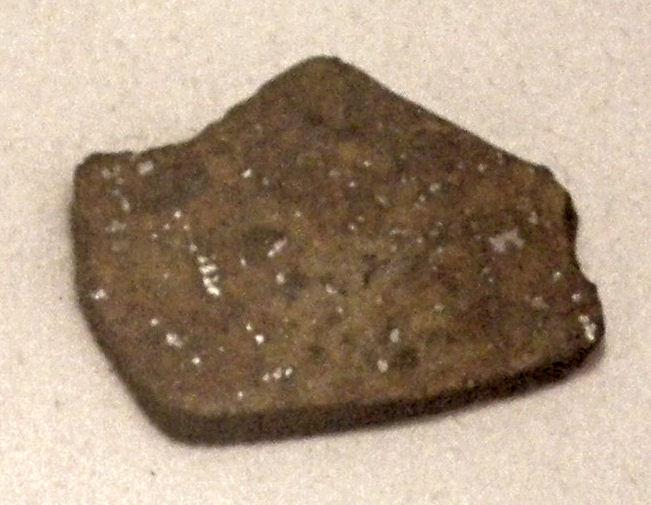
Meteorito de L'Aigle, una condrita de 37 kg de peso

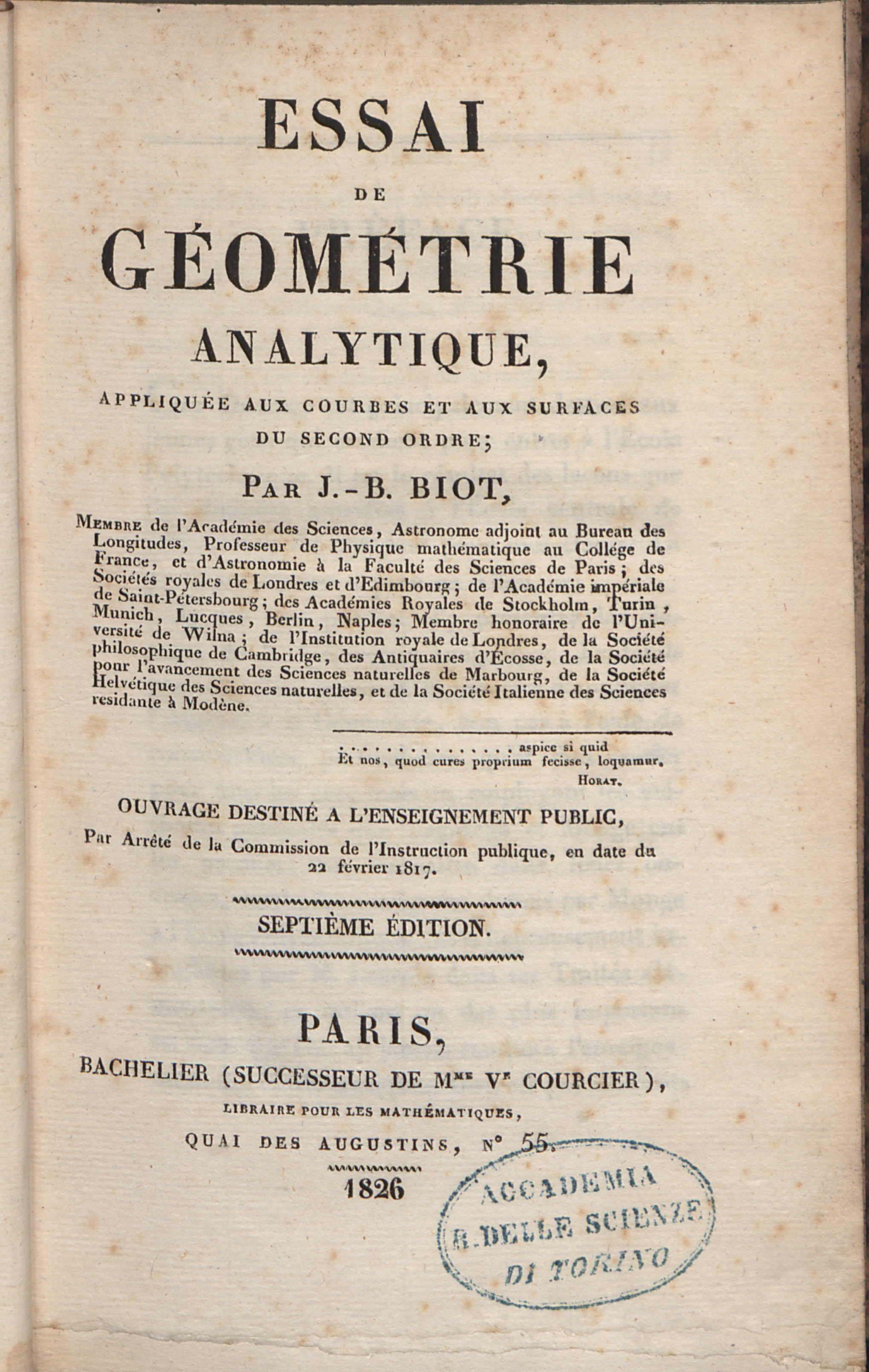
Ensayo de geometría analítica, 1826

Jean-Baptiste Biot hizo muchas contribuciones a la comunidad científica a lo largo de su vida en campos muy diversos, destacando especialmente en sus resultados en óptica, electromagnetismo y astronomía. 

### Astronomía. Origen de los meteoritos
En 1803 Biot fue enviado por la Academia Francesa a informar sobre 3000 meteoritos que cayeron sobre L’Aigle (Francia). Tras un concienzudo informe, pudo concluir que las misteriosas rocas que encontró en aquel momento, eran meteoritos que tenían su origen en el espacio exterior. El informe de Biot confirmaba las ideas del científico alemán Ernst Chladni, cuya teoría (publicada en 1794) defendía que los meteoritos eran restos procedentes del espacio.
Antes de la investigación a fondo realizada por Biot del incidente de l'Aigle en 1803, muy pocos creían que las rocas que se encontraron allí sobre el terreno podían tener origen extraterrestre. Había rumores de piedras extrañas que aparecían sobre el suelo después de que se hubiesen visto bolas de fuego cruzando el cielo, pero estas historias eran a menudo descartadas como fantasías. El debate serio acerca de este fenómeno comenzó en 1794, cuando el físico alemán Ernst Chladni publicó un libro afirmando que este tipo de rocas tenían un origen extraterrestre. Solo después de que Biot analizase las piedras recogidas en l'Aigle, empezó a ser comúnmente aceptado que las bolas de fuego que se ven en el cielo eran meteoritos que caen a través de la atmósfera. Desde la época de Biot, el análisis de los meteoritos se ha traducido en medidas exactas de su composición química y de su posición orbital, que también han servido a los astrónomos para elaborar sus teorías acerca de la formación del sistema solar.

### Investigación atmosférica

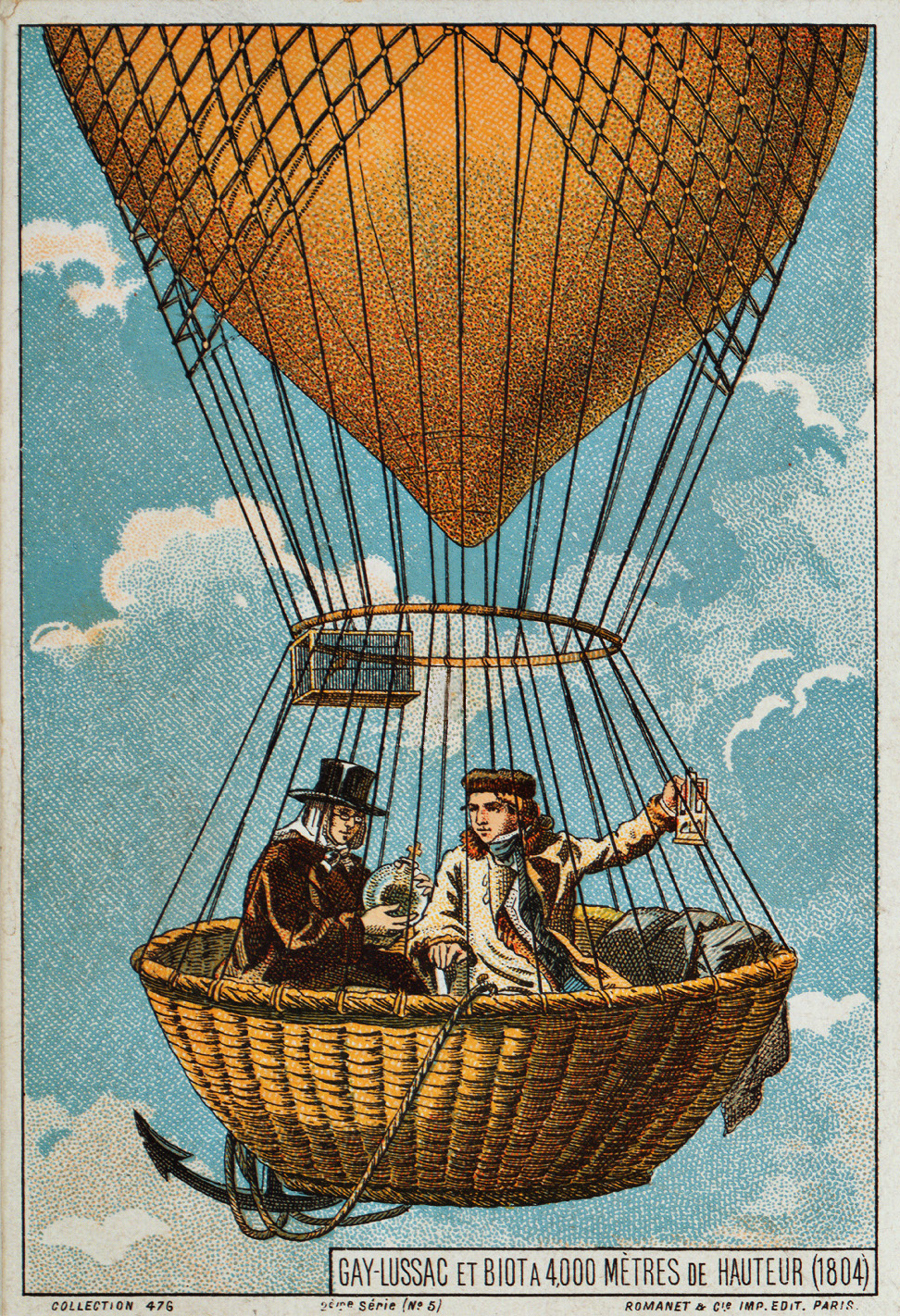
1804 - Gay-Lussac y Biot a 4000 metros de altura.
(Cromolitografía del).

En 1804 Biot acompañó a Joseph Gay-Lussac en la primera ascensión científica en globo aerostático de la historia. Llegaron a una altitud de 7.016 metros, bastante peligrosa sin oxígeno suplementario (técnica por entonces no inventada todavía).

### Óptica. Luz polarizada
En 1812, Biot centró su atención en el estudio de la óptica, en particular de la polarización de la luz. Antes del siglo XIX, se creía que la luz consistía en paquetes discretos llamados "corpúsculos". Sin embargo, durante el siglo XIX muchos científicos comenzaron a ignorar la teoría corpuscular de la luz a favor de la teoría ondulatoria de la luz. Biot comenzó su trabajo acerca de la polarización para demostrar que los resultados que estaba obteniendo podrían darse solo si la luz estuviera hecha de corpúsculos. Su trabajo en la polarización cromática y en la polarización rotativa permitió avanzar en gran medida en diversos campos de la óptica, aunque más tarde se demostró que sus hallazgos también podrían obtenerse utilizando la teoría ondulatoria de la luz.
El trabajo de Biot en la polarización de la luz ha conducido a muchos avances posteriores en el campo de la óptica. Tanto las pantallas de cristal líquido (LCD), como la televisión y las pantallas de ordenador, utilizan el paso de la luz polarizada a través de un cristal líquido, que sometido a una corriente eléctrica sirve de filtro para modular la intensidad de la luz transmitida. Filtros polarizadores se utilizan ampliamente en fotografía para eliminar reflejos no deseados o para mejorar la reflexión.
También contribuyó notablemente al campo de la óptica en 1815 con su estudio de la luz polarizada. En su experimento analizó los efectos de la luz polarizada al penetrar diversas sustancias orgánicas y determinó "que la luz podía girar hacia la derecha o en sentido contrario, depende del eje óptico del material".

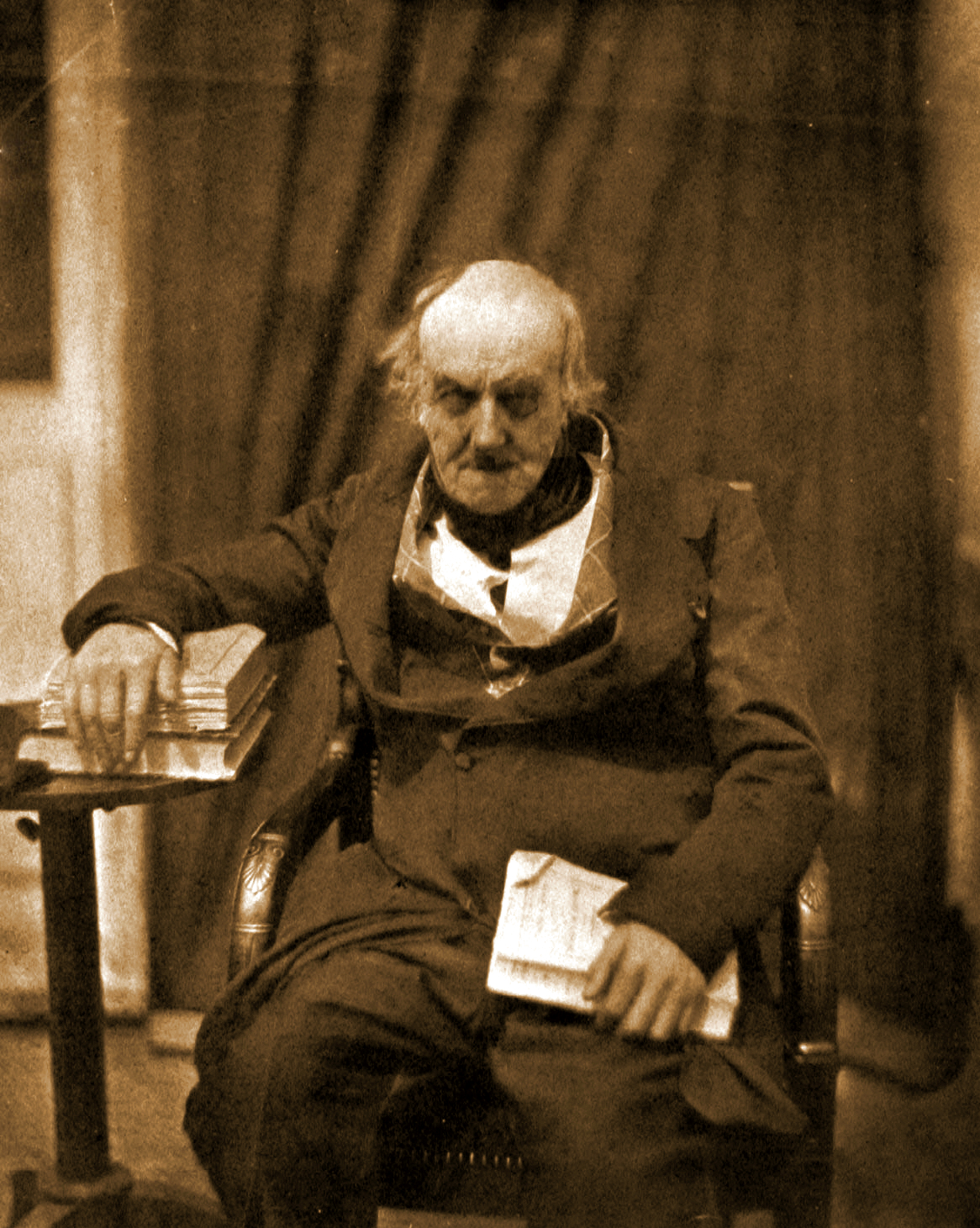
Biot en 1851

### Mineralogía. Mica biotita
Jean-Baptiste Biot fue el primero en descubrir las propiedades ópticas únicas de la mica, y concretamente del tipo de mica denominado biotita (el nombre del mineral se puso en su honor).

### Electromagnetismo. Ley de Biot-Savart
En 1820, gracias a su colaboración con el físico Félix Savart (1791-1841), elaboró la Ley de Biot-Savart que describe cómo se genera un campo magnético mediante una corriente eléctrica estacionaria. En su experimento demostró la relación existente entre la electricidad y el magnetismo:

"Se comenzó con un largo alambre vertical y una aguja magnética separada a cierta distancia horizontal, mostrando que el paso de una corriente a través del alambre causó el movimiento de la aguja."
(Parsley).

### Termodinámica
La magnitud adimensional utilizada en termodinámica para los cálculos de la transmisión del calor se conoce como número de Biot.

## Principales escritos
- Traité élémentaire d'astronomie physique (Klostermann, 1810–1811)
- Traité de physique expérimentale et mathématique (Deterville, 1816)
- Précis de l'histoire de l'astronomie chinoise (impr. impériale, 1861)
- Études sur l'astronomie indienne et sur l'astronomie chinoise (Lévy frères, 1862)
- Mélanges scientifiques et littéraires (Lévy frères, 1858)
- Recherches sur plusieurs points de l'astronomie égyptienne (Didot, 1823)

## Reconocimientos
- Fue nombrado miembro de la Legión de Honor (caballero en 1814 y comendador en 1849).
- Miembro extranjero de la Real Academia Sueca de Ciencias en 1816.
- Recibió la Medalla Rumford en 1840, otorgada por la Royal Society en reconocimiento a sus trabajos en el campo de las propiedades térmicas y ópticas de la materia.[11]
- El mineralogista alemán Johann Friedrich Ludwig Hausmann dedicó el nombre de un mineral, la biotita, en homenaje a su trabajo en las leyes ópticas para clasificar la familia de la mica.
- Es uno de los 72 científicos cuyo nombre figura inscrito en la Torre Eiffel.
- Posee el honor de tener su nombre en un cráter de la Luna, denominado cráter Biot.[12]